# Katedra w Bodø
Katedra w Bodø (bokmål: Bodø domkirke, nynorsk: Bodø domkyrkje) – jest katedrą w gminie Bodø w okręgu Nordland w Norwegii. Kościół jest częścią parafii Bodø w dekanacie Bodø. w diecezji Sør-Hålogaland. Katedra jest również siedzibą biskupa Sør-Hålogaland, obecnie Tora Bergera Jørgensena od 2007.

## Historia
Stary kościół w Bodø został zniszczony 27 maja 1940, gdy całe centrum Bodø zostało zbombardowane podczas drugiej wojny światowej. W 1946 odbył się konkurs architektoniczny konkurs na budowę nowego kościoła w Bodø. Architekci Gudolf Blakstad i Herman Munthe-Kaas wygrali ten konkurs. Kamień węgielny został położony w 1954 i nowy kościół został poświęcony przez biskupa Wollerta Krohna-Hansena w 1956. Do czasu kiedy został ukończony, stał się nową katedrą dla nowej diecezji Sør-Hålogaland.
Katedra w Bodø jest zbudowana z betonu i ma projekt bazyliki. Kościół ma zewnętrzną rzeźbę przedstawiającą Pettera Dassa wykonaną przez Kristoffera Leirdala. Nad ołtarzem na wschodniej ścianie, jest 12-metrowy (39 stopowy) wysoki witraż. Jest zaprojektowany przez Åge Storsteina i skonstruowany przez Borgara Hauglida. Kościół ma 36-metrową (118 stopową) wysoką samodzielną wieżę zegarową, która zawiera trzy dzwony. Tam jest również pomnik tych, którzy zginęli z Bodø podczas drugiej wojny światowej. Pomnik mówi: „Til de fra Bodø som gav sitt liv for Norge under krig og okkupasjon 1940 – 1945. Ingen nevnt, ingen glemt” co znaczy „Tym z Bodø, który oddali swe życie dla Norwegii podczas wojny i okupacji 1940-1945. Nie nazwanym, nie zapomnianym”.